# هل (تنسی)
هل(به انگلیسی: Halls) شهری در ایالت تنسی کشور ایالات متحده آمریکا است که جمعیت آن در سرشماری سال ۲۰۱۰ میلادی، ۲٬۲۵۵ نفر بوده‌است.